# 博夫岑
博夫岑是德国下萨克森州的一个市镇。总面积8.04平方公里，总人口2701人，其中男性1301人，女性1400人（2011年12月31日），人口密度336人/平方公里。